# Alvarado (Familienname)
Alvarado ist ein spanischer Personenname:

## Namensträger
- Abelardo Alvarado Alcántara (1933–2021), mexikanischer Geistlicher, Weihbischof in Mexiko
- Alfonso Alvarado (Schauspieler) (1898–1988), mexikanischer Schauspieler
- Alfonso Alvarado (Fußballspieler) (* 2000), mexikanischer Fußballspieler
- Alonso de Alvarado (1500–1553/56), spanischer Conquistador und Ritter des Santiagoordens
- Ángel Alvarado (* 2005), venezolanischer Sprinter
- Angela Alvarado, US-amerikanische Schauspielerin
- Carlos Alvarado (Radsportler) (1954–1998), costa-ricanischer Radrennfahrer
- Carlos Alvarado Lang (1905–1961), mexikanischer Grafiker
- Carlos Alvarado Quesada (* 1980), costa-ricanischer Autor und Politiker der Partido Acción Ciudadana, Staatspräsident
- Carlos Alvarado Villalobos (1927–2024), costa-ricanischer Fußballspieler
- Casto José Alvarado (1820–1873), Politiker in Honduras
- Ceylin del Carmen Alvarado (* 1998), niederländische Radsportlerin
- Claudio Alvarado (* 1960), chilenischer Politiker, Abgeordneter, Senator und Minister
- Crox Alvarado (1910–1984), costa-ricanischer Schauspieler
- Don Alvarado (José Paige; 1904–1967), US-amerikanischer Schauspieler, Regieassistent und Produktionsmanager
- Edson Alvarado (* 1975), mexikanischer Fußballspieler
- Elvin Alvarado (Elvin Ronaldo Alvarado Sánchez, * 1998), salvadorianischer Fußballspieler
- Esteban Alvarado Brown (Esteban; * 1989), costa-ricanischer Fußballspieler
- Éver Alvarado (Éver Gonzalo Alvarado Sandoval, * 1992), honduranischer Fußballspieler
- Fabricio Alvarado (* 1974), costa-ricanischer Politiker
- Felix Alvarado (* 1989), nicaraguanischer Boxweltmeister
- Fernando Alvarado (* 1967), uruguayischer Zeichner und Karikaturist
- Gonzalo de Alvarado (16. Jahrhundert), spanischer Konquistador
- Héctor López Alvarado (* 1970), mexikanischer Geistlicher, Weihbischof in Guadalajara
- Hernán Alvarado Solano (1946–2011), kolumbianischer Geistlicher, Apostolischer Vikar in Guapi
- Hernando de Alvarado, spanischer Hauptmann der Artillerie auf der Coronado-Entdeckungsreise
- Hernando de Alvarado Tezozómoc, Enkel Moctezumas II. und Chronist Neuspaniens
- Iliana Alvarado (* 1960), polnische Balletttänzerin, Choreographin und Tanzpädagogin
- Jorge Alvarado (* 1980), chilenischer Fußballspieler

- José Alvarado (* 1953), salvadorianischer Schwimmer
- José Alvarado (* 1995), venezolanischer Baseballspieler
- Jose Alvarado (Basketballspieler) (* 1998), puerto-ricanischer Basketballspieler
- José Antonio Alvarado Correa (* 1951), nicaraguanischer Jurist und Politiker
- José Rafael de Gallegos y Alvarado (1784–1850), Staatschef von Costa Rica
- Juan Alvarado (Fußballspieler, 1893) (1893–1969), chilenischer Fußballspieler
- Juan Alvarado Marín (* 1948), mexikanischer Fußballspieler und -trainer
- Juan Alberto Andreu Alvarado (Melli; 1984), spanischer Fußballspieler, siehe Juan Alberto Andreu
- Juan Carlos Alvarado (Sänger) (* 1964), guatemaltekischer Sänger
- Juan Carlos Alvarado (Pokerspieler) (* 1985), mexikanischer Pokerspieler
- Juan José Alvarado (1798–1857), honduranischer Politiker, Supremo Director 1839
- Juan Sokolich Alvarado (1932–2010), peruanischer Rundfunk-Direktor
- Juan Velasco Alvarado (1910–1977), peruanischer General und Politiker
- Katherine Alvarado (* 1991), costa-ricanische Fußballspielerin
- Lorenzo León Alvarado (1928–2020), peruanischer Ordensgeistlicher und katholischer Bischof von Huacho
- Malena Alvarado (1954–2013), venezolanische Schauspielerin
- Manuel Alvarado e Hidalgo (1784–1836), katholischer Priester und 1823/24 Staatschef von Costa Rica
- María del Puy Alvarado, spanische Filmproduzentin
- Mario Absalon Alvarado Tovar (* 1970), guatemaltekischer Ordensgeistlicher, Generaloberer der Herz-Jesu-Missionare
- Montse Alvarado, mexikanisch-US-amerikanische Journalistin und Moderatorin
- Mike Alvarado (* 1980), US-amerikanischer Boxer
- Nicolas Alvarado (* 1944), panamaischer Basketballspieler
- Óscar Alvarado, chilenischer Leichtathlet
- Patricio Alvarado (* 1989), ecuadorianischer Tennisspieler
- Pedro de Alvarado (um 1486–1541), spanischer Eroberer
- Pedro José de Alvarado y Baeza (1767–1839), Priester und Präsident von Costa Rica
- Quetzalli Alvarado (* 1975), mexikanische Fußballschiedsrichterin
- Ricardo Alvarado Gallardo (1914–1983), salvadorianischer Diplomat
- Roberto Alvarado (* 1998), mexikanischer Fußballspieler
- Rudecindo Alvarado (1792–1872), argentinischer Militär und Politiker
- Salvador Alvarado (1880–1924), mexikanischer General und Politiker
- Trini Alvarado (* 1967), US-amerikanische Schauspielerin
- Ventura Alvarado (* 1992), US-amerikanischer Fußballspieler